# Forno a legna

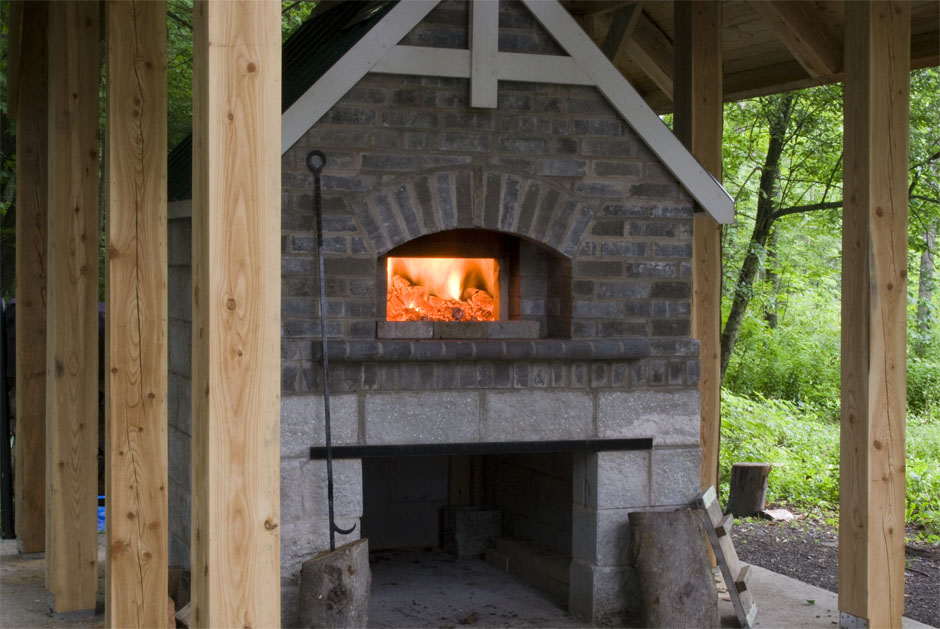
Un forno a legna in muratura, durante la fase di combustione (riscaldamento).

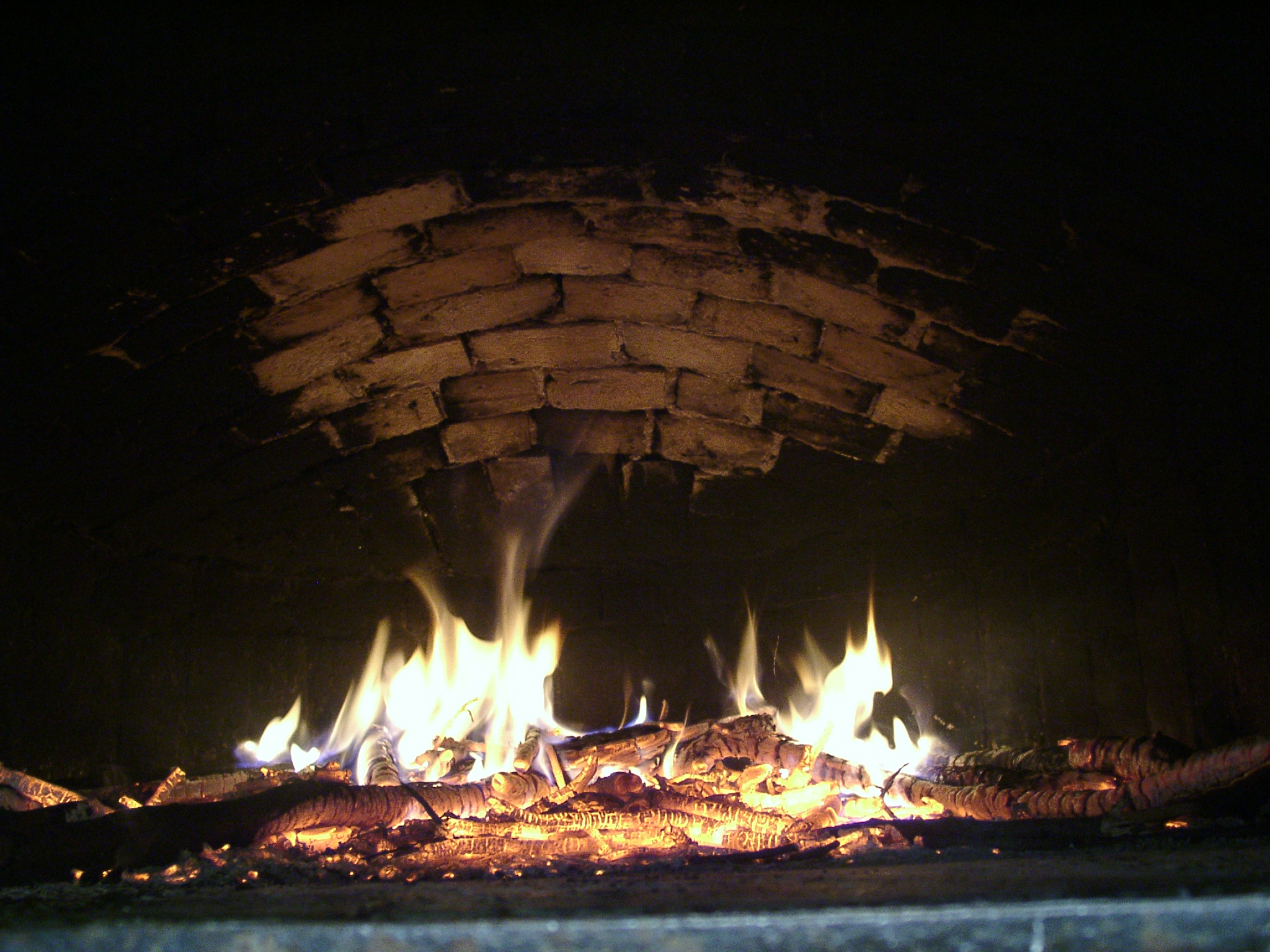
Un forno a legna per la cottura del pane.

Il forno a legna è un forno usato per la cottura, che impiega come combustibile la legna.

## Descrizione
Esistono due tipi di forni a legna: i forni neri e i forni bianchi. I forni neri la legna che brucia e le fiamme prodotte si trovano nella stessa camera in cui viene cotto il cibo, che può essere inserito durante la combustione oppure dopo che la legna bruciata per riscaldare il forno e le ceneri sono state rimosse. I forni bianchi, invece, sono riscaldati mediante il trasferimento di calore da una camera di combustione della legna separata, pertanto il forno rimane "bianco" in quanto il cibo non entra fisicamente in contatto con le ceneri. I forni neri sono tipicamente realizzati in muratura, mentre i forni bianchi possono essere anche realizzati in adobe, massone o ghisa.

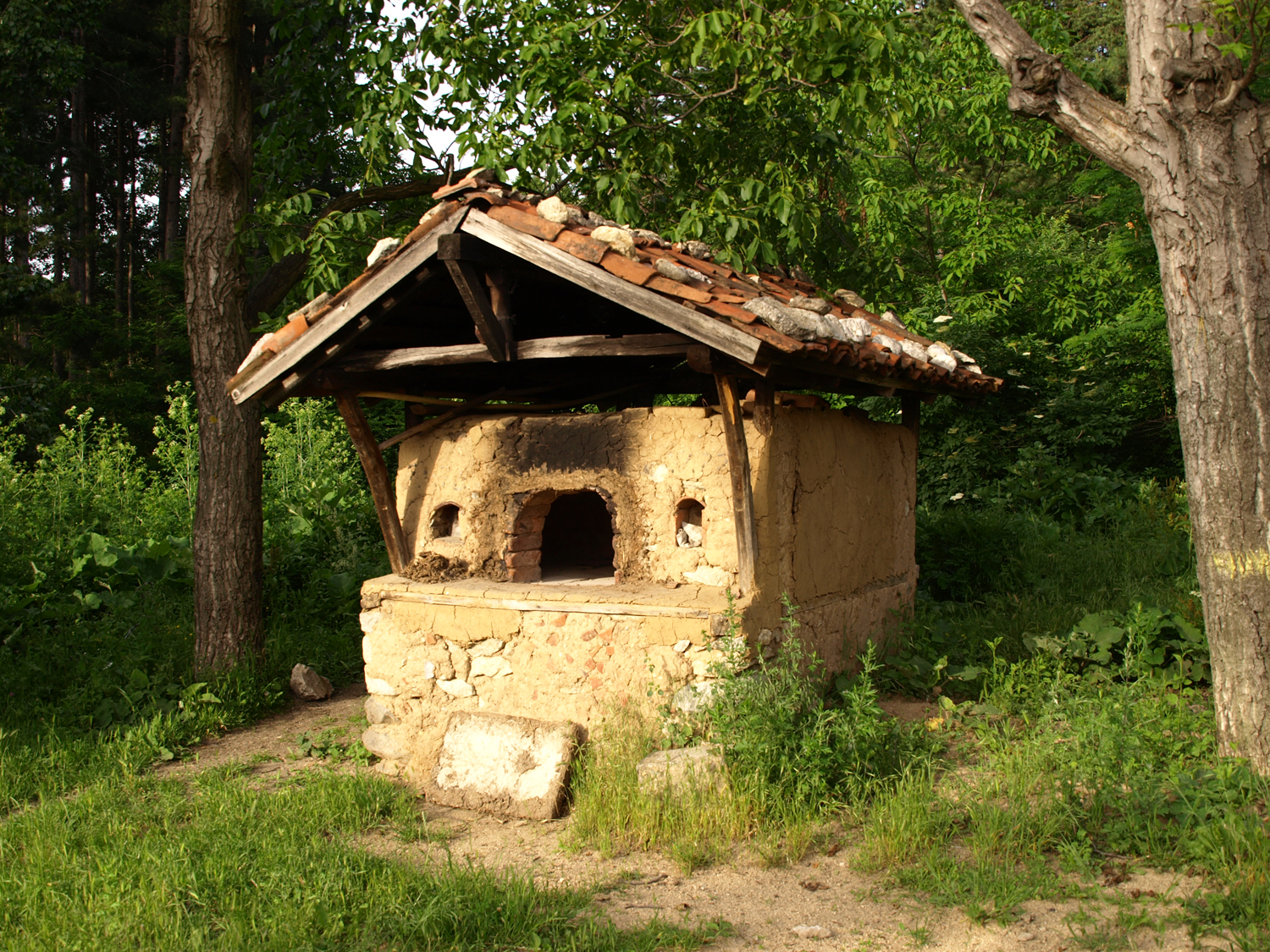
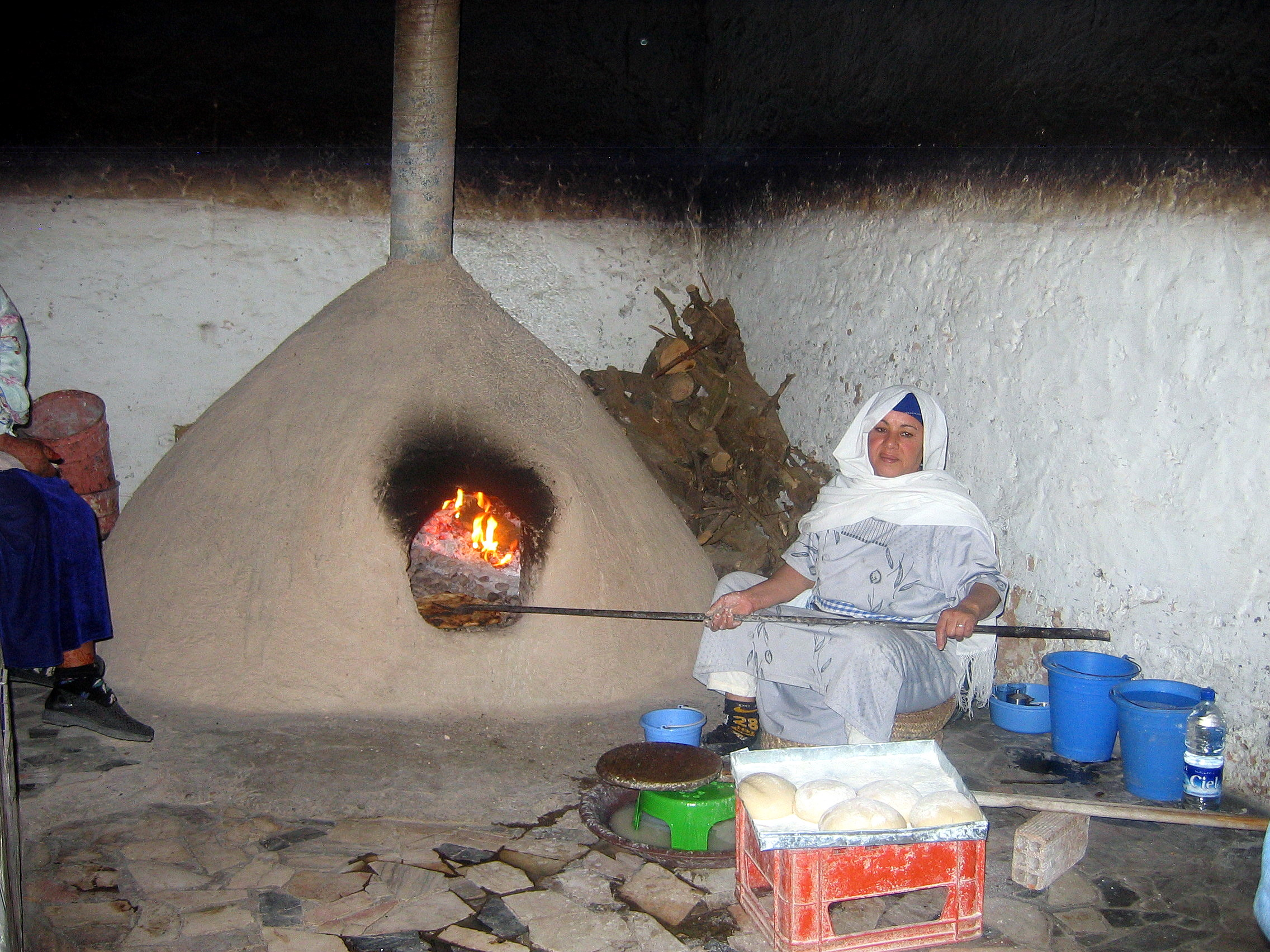
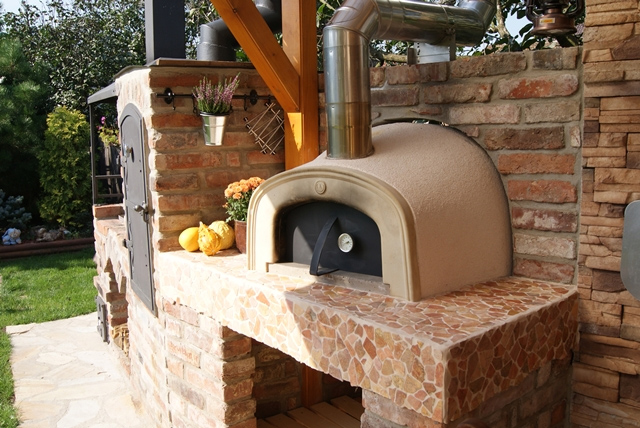
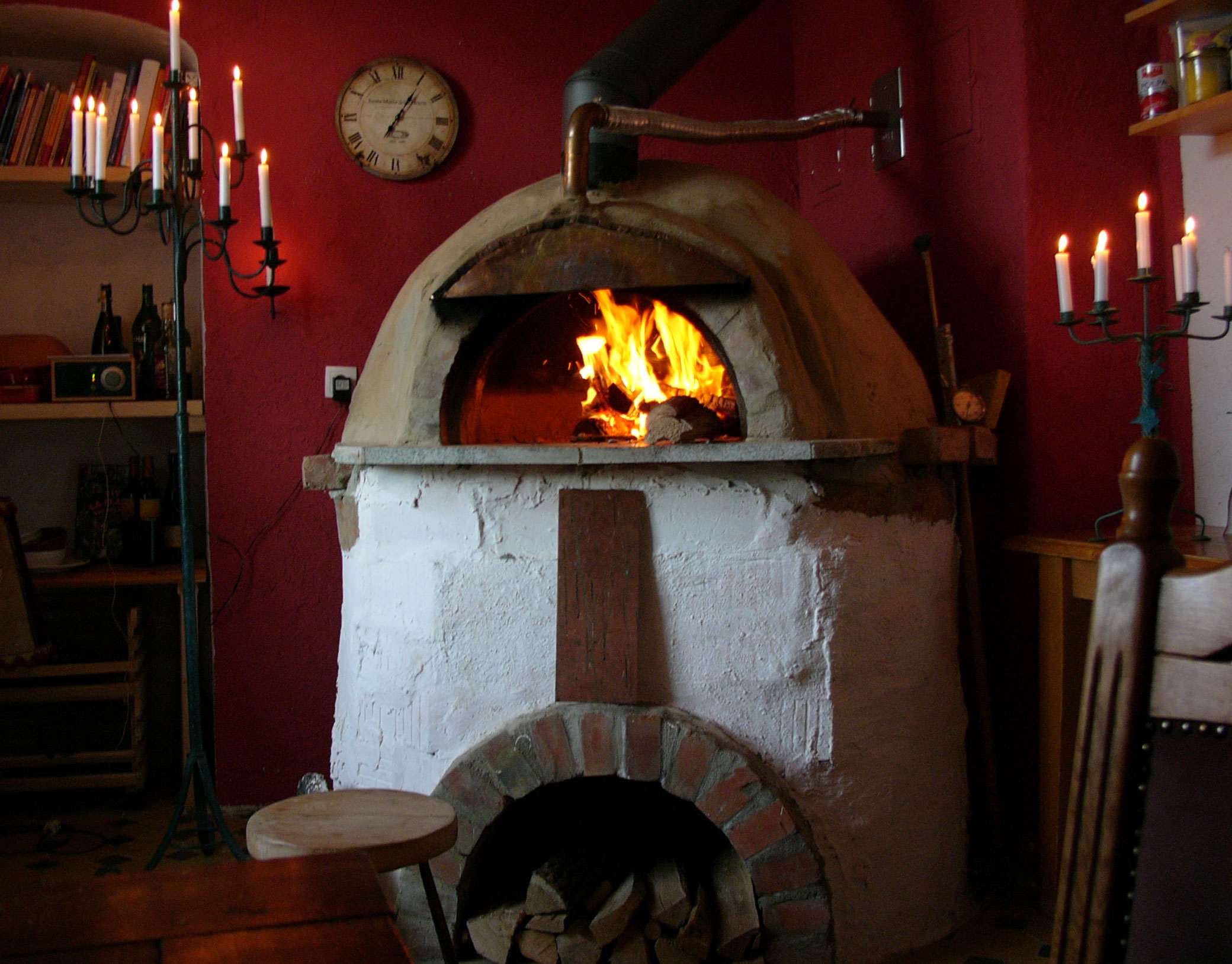
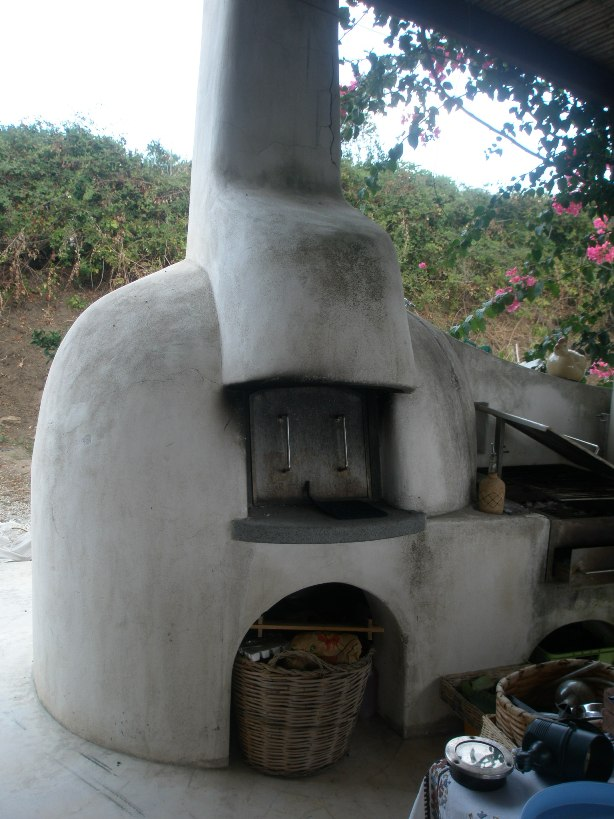